# Sierra Madre Oriental

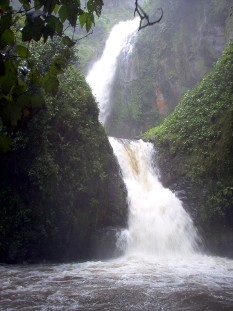
La cascada de Tulimán en Zacatlán, Puebla

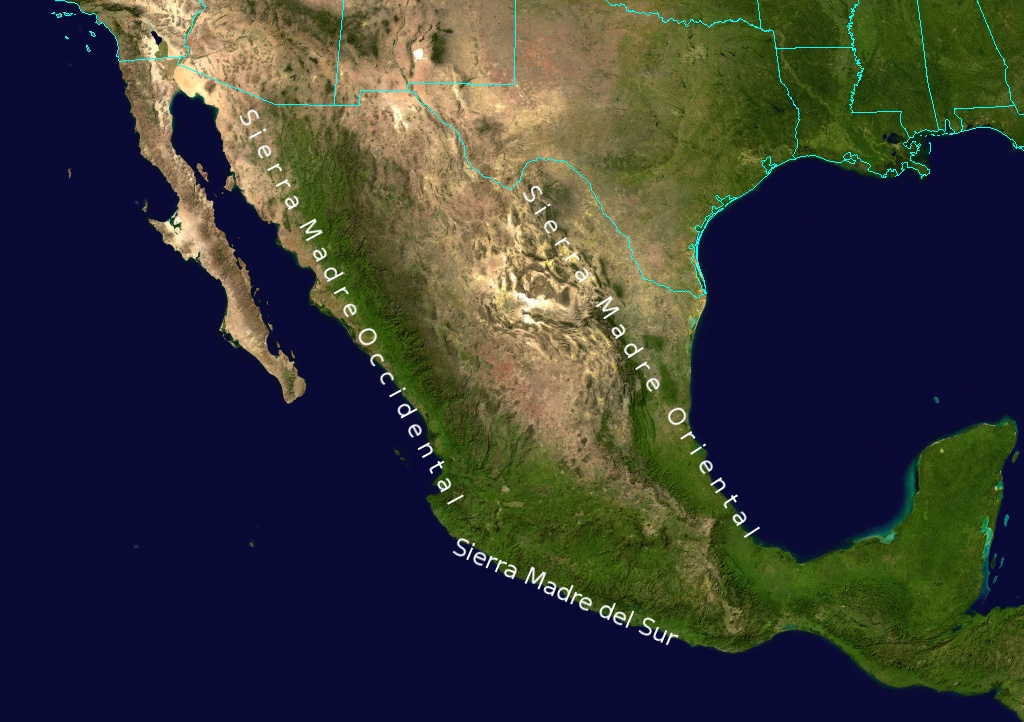
Cordilleras de México

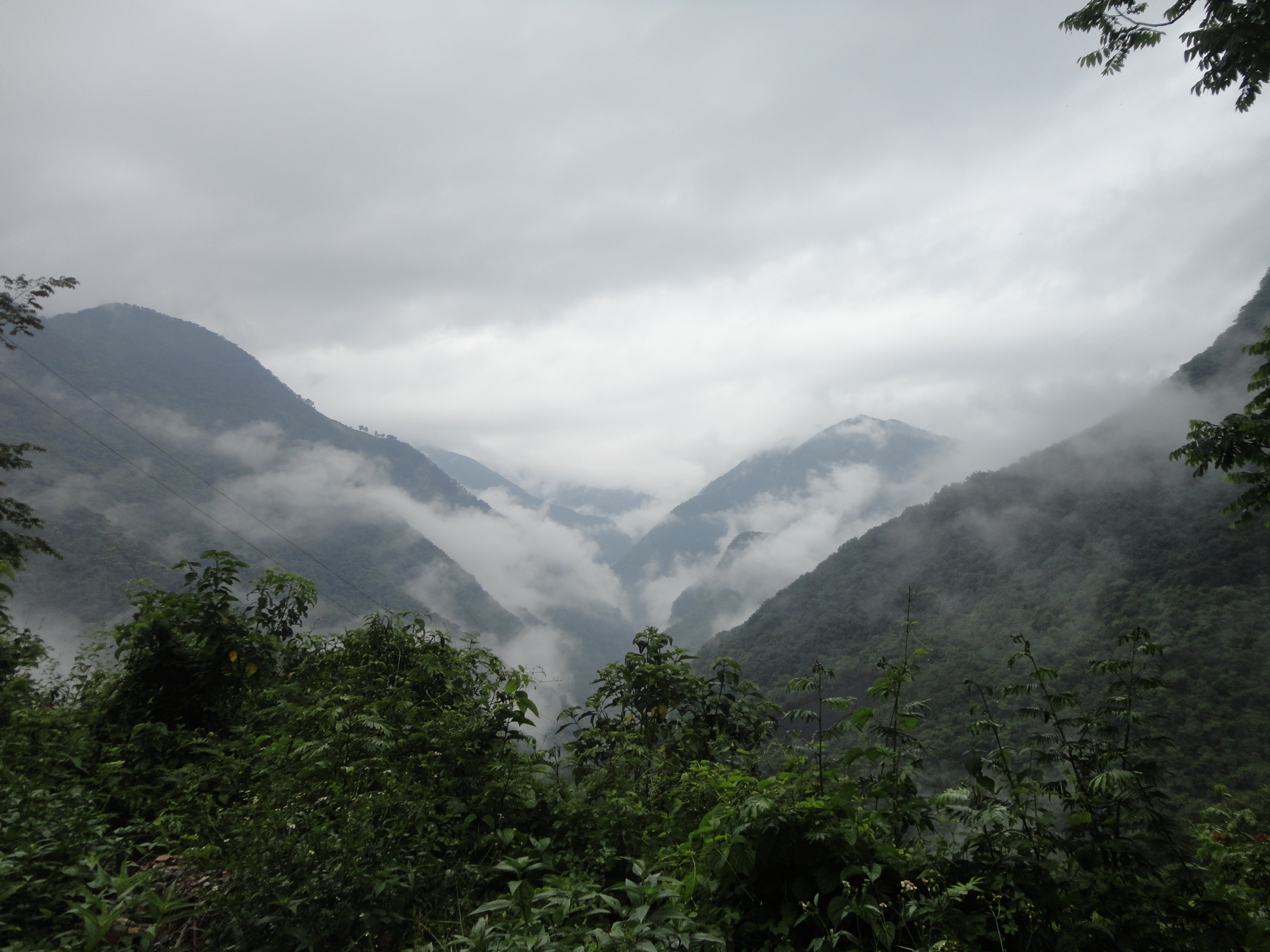
Sierra Madre Oriental en el municipio de Molango, Hidalgo

La Sierra Madre Oriental es una extensa cordillera mexicana, ubicada en el noreste y centronorte del país, de aproximadamente más de 1300 kilómetros de longitud con un eje orográfico que corre en dirección noroeste-sureste y se extiende desde el río Bravo, cerca de la frontera con los Estados Unidos, hasta unirse con el Eje Neovolcánico en Puebla. Más o menos paralela a la costa del golfo de México, al este limita con la llanura costera del golfo, y al oeste con la Altiplanicie Mexicana. 
La Sierra Madre Oriental atraviesa los estados de Coahuila, Nuevo León, Tamaulipas, San Luis Potosí, Hidalgo, Puebla, Querétaro, Tlaxcala y Veracruz.
La cordillera tiene una topografía accidentada en la que los valles, los cañones y los barrancos son frecuentes. El pico más alto es el Cerro El Potosí con 3713 metros sobre el nivel del mar.
En la Sierra Madre Oriental se encuentra una gran diversidad de flora y fauna, y algunas de estas especies son endémicas. Biogeográficamente se le incluye dentro de la región de los bosques madrenses de pino-encino.

## Puntos más altos
| Posición | Cumbre             | Estado                 | Altitud (m s. n. m.) | Prominencia (m) | Aislamiento (km) |
| -------- | ------------------ | ---------------------- | -------------------- | --------------- | ---------------- |
| 1        | Cerro El Potosí    | Nuevo León             | 3,714                | 1,870           | 569              |
| 2        | Sierra de la Viga  | Coahuila               | 3,712                | 1,395           | 63               |
| 3        | Sierra de la Marta | Coahuila, Nuevo León   | 3,709                | 1,010           | 25               |
| 4        | El Coahuilón       | Coahuila, Nuevo León   | 3,575                |                 |                  |
| 5        | Sierra Peña Nevada | Tamaulipas, Nuevo León | 3,563                | 1,663           | 123              |
| 6        | Cerro El Viejo     | Nuevo León             | 3,528                | 1,202           | 25               |

## Fisiografía
La Sierra Madre Oriental también es fisiográfica formada por anticlinales más o menos paralelos entre cuyos pliegues se forman sinclinales o valles intermontanos, se divide en 8 subprovincias y 3 discontinuidades.
Subprovincias
- Serranías del Burro
- Sierras y Llanuras Coahuilenses
- Sierra de la Paila
- Pliegues Saltillo-Parras
- Sierras Transversales
- Gran Sierra Plegada
- Sierras y Llanuras Occidentales
- Carso Huasteco

Discontinuidades
- Sierra de Tamaulipas
- Sierra de San Carlos
- Sierra de Otontepec